# Сукманная Горушка
Сукманная Горушка — деревня в Горайской волости Островского района Псковской области.
Расположена в 1,5 км от правого берега реки Синяя, в 33 км к югу от города Остров, в 15 км к юго-западу от волостного центра, деревни Крюки, и в 11 км к юго-западу от деревни Гораи.
Численность населения деревни по состоянию на 2000 год составляла 5 человек.
До 3 июня 2010 года деревня входила в состав ныне упразднённой Синерецкой волости с центром в д.Гривы.